# Campeonato Africano de Futebol Feminino
A Campeonato Africano de Futebol Feminino (ou Copa das Nações Africanas Feminina) é a principal competição de futebol feminino do continente africano e organizado pela Confederação Africana de Futebol. Realiza-se a cada dois anos desde 1998, sendo que antes, as duas primeiras edições foram disputadas em intervalos irregulares.
Na primeira edição em 1991, apenas quatro seleções participaram: Nigéria, Gana, Guiné e Camarões. Depois desta edição, foi preciso criar um torneio de qualificação devido ao crescente número de participantes. Em 2022 o número final de equipes foi de doze.
A Nigéria é a maior campeã do torneio, tendo ganho 12 das 15 edições realizadas. As outras três edições foram ganhas pela seleção da Guiné Equatorial em duas oportunidades e pela África do Sul.

## Edições
| 1991 Detalhes | sem sede fixa    | Nigéria                                          | 6 – 0 (agr)                                      | Camarões                                         | Guiné           |                   | Zâmbia        |
| 1995 Detalhes | sem sede fixa    | Nigéria                                          | 11 – 2 (agr)                                     | África do Sul                                    | Angola          |                   | Gana          |
| 1998 Detalhes | Nigéria          | Nigéria                                          | 2 – 0                                            | Gana                                             | R.D. do Congo   | 3 – 3 3 – 1 (pen) | Camarões      |
| 2000 Detalhes | África do Sul    | Nigéria                                          | 2 – 0 (abd 73')                                  | África do Sul                                    | Gana            | 6 – 3             | Zimbabwe      |
| 2002 Detalhes | Nigéria          | Nigéria                                          | 2 – 0                                            | Gana                                             | Camarões        | 3 – 0             | África do Sul |
| 2004 Detalhes | África do Sul    | Nigéria                                          | 5 – 0                                            | Camarões                                         | Gana            | 0 – 0 6 – 5 (pen) | Etiópia       |
| 2006 Detalhes | Nigéria          | Nigéria                                          | 1 – 0                                            | Gana                                             | África do Sul   | 2 – 2 5 – 4 (pen) | Camarões      |
| 2008 Detalhes | Guiné Equatorial | Guiné Equatorial                                 | 2 – 1                                            | África do Sul                                    | Nigéria         | 1 – 1 5 – 4 (pen) | Camarões      |
| 2010 Detalhes | África do Sul    | Nigéria                                          | 4 – 2                                            | Guiné Equatorial                                 | África do Sul   | 2 – 0             | Camarões      |
| 2012 Detalhes | Guiné Equatorial | Guiné Equatorial                                 | 4 – 0                                            | África do Sul                                    | Camarões        | 1 – 0             | Nigéria       |
| 2014 Detalhes | Namíbia          | Nigéria                                          | 2 - 0                                            | Camarões                                         | Costa do Marfim | 1 – 0             | África do Sul |
| 2016 Detalhes | Camarões         | Nigéria                                          | 1 - 0                                            | Camarões                                         | Gana            | 1 – 0             | África do Sul |
| 2018 Detalhes | Gana             | Nigéria                                          | 0 – 0 4 – 3 (pen)                                | África do Sul                                    | Camarões        | 4 – 2             | Mali          |
| 2020          |                  | Cancelado em decorrência da pandemia de COVID-19 | Cancelado em decorrência da pandemia de COVID-19 | Cancelado em decorrência da pandemia de COVID-19 |                 |                   |               |
| 2022 Detalhes | Marrocos         | África do Sul                                    | 2 – 1                                            | Marrocos                                         | Zâmbia          | 1 – 0             | Nigéria       |
| 2024 Detalhes | Marrocos         | Nigéria                                          | 3 – 2                                            | Marrocos                                         | Gana            | 1 – 1 4 – 3 (pen) | África do Sul |

Nota: agr - resultado agregado, abd - jogo abandonado

## Resultados
| Seleção          | Títulos                                                                     | Vice-campeonatos                 | 3ª colocação                     | 4ª colocação               |
| ---------------- | --------------------------------------------------------------------------- | -------------------------------- | -------------------------------- | -------------------------- |
| Nigéria          | 12 (1991, 1995, 1998, 2000, 2002, 2004, 2006, 2010, 2014, 2016, 2018, 2024) | –                                | 1 (2008)                         | 2 (2012, 2022)             |
| Guiné Equatorial | 2 (2008, 2012)                                                              | 1 (2010)                         | –                                | –                          |
| África do Sul    | 1 (2022)                                                                    | 5 (1995, 2000, 2008, 2012, 2018) | 2 (2006, 2010)                   | 4 (2002, 2014, 2016, 2024) |
| Camarões         | –                                                                           | 4 (1991, 2004, 2014, 2016)       | 4 (2002, 2012, 2018)             | 4 (1998, 2006, 2008, 2010) |
| Gana             | –                                                                           | 3 (1998, 2002, 2006)             | 5 (1995, 2000, 2004, 2016, 2024) | –                          |
| Marrocos         | –                                                                           | 2 (2022, 2024)                   | –                                | –                          |
| Guiné            | –                                                                           | –                                | 1 (1991)                         | –                          |
| Angola           | –                                                                           | –                                | 1 (1995)                         | –                          |
| RD Congo         | –                                                                           | –                                | 1 (1998)                         | –                          |
| Costa do Marfim  | –                                                                           | –                                | 1 (2014)                         | –                          |
| Zâmbia           | –                                                                           | –                                | 1 (2022)                         | –                          |
| Zimbabwe         | –                                                                           | –                                | –                                | 1 (2000)                   |
| Etiópia          | –                                                                           | –                                | –                                | 1 (2004)                   |
| Mali             | –                                                                           | –                                | –                                | 1 (2018)                   |